# Senátní obvod č. 28 – Mělník
Senátní obvod č. 28 – Mělník je podle zákona č. 247/1995 Sb. tvořen většinou okresu Mělník, ohraničenou na severu obcemi Čečelice, Liblice, Malý Újezd, Velký Borek, Mělník, Obříství, Zálezlice, Vojkovice, Vraňany a Jeviněves, a severní částí okresu Praha-východ, ohraničenou na jihu obcemi Káraný, Lázně Toušeň, Nový Vestec, Brandýs nad Labem-Stará Boleslav, Dřevčice, Jenštejn a Radonice.
Současnou senátorkou je od roku 2022 Jarmila Smotlachová, členka ODS. V Senátu je členkou Senátorského klubu ODS a TOP 09.

## Senátoři

Jaroslav Horák
Jiří Nedoma
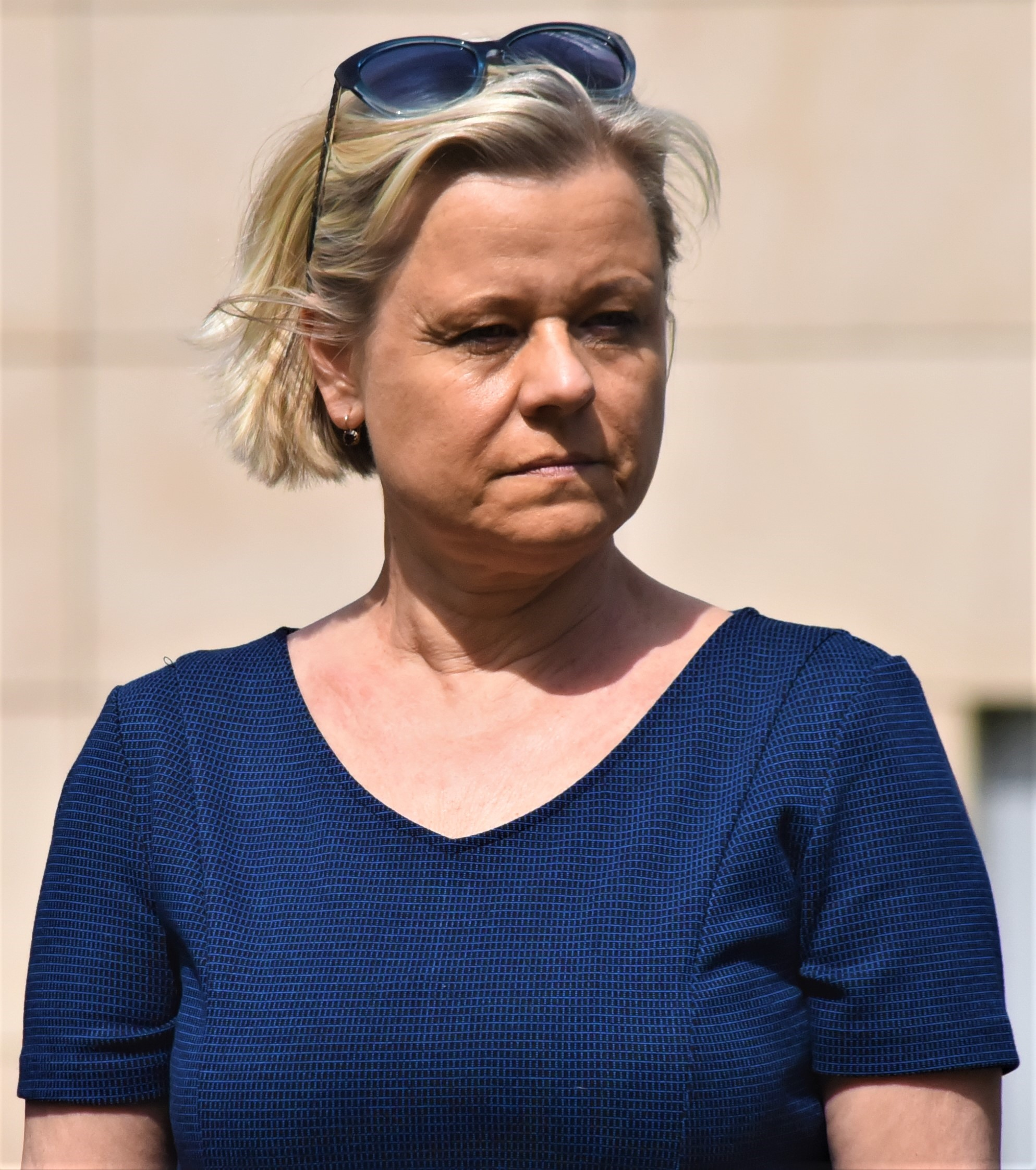
Veronika Vrecionová
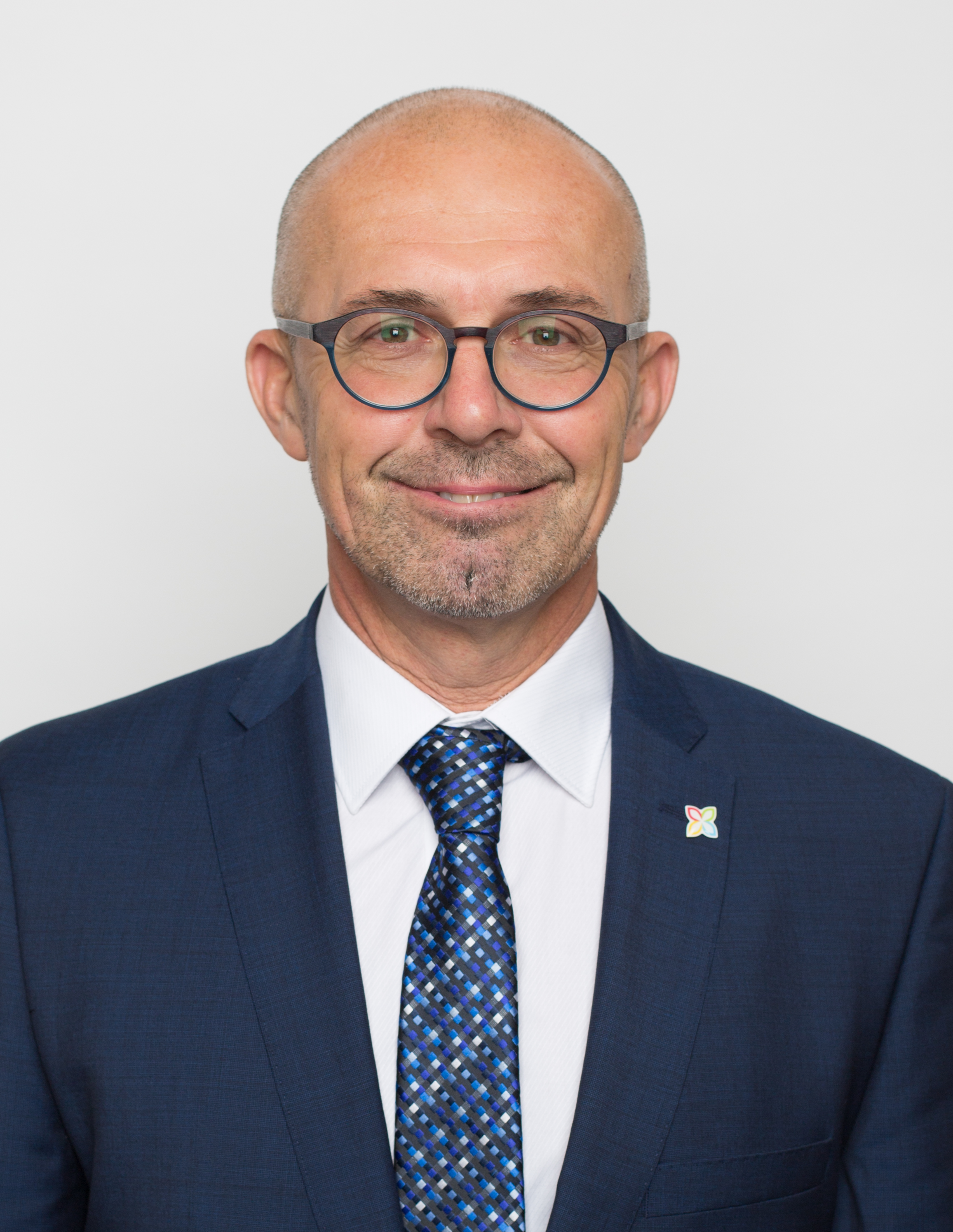
Petr Holeček
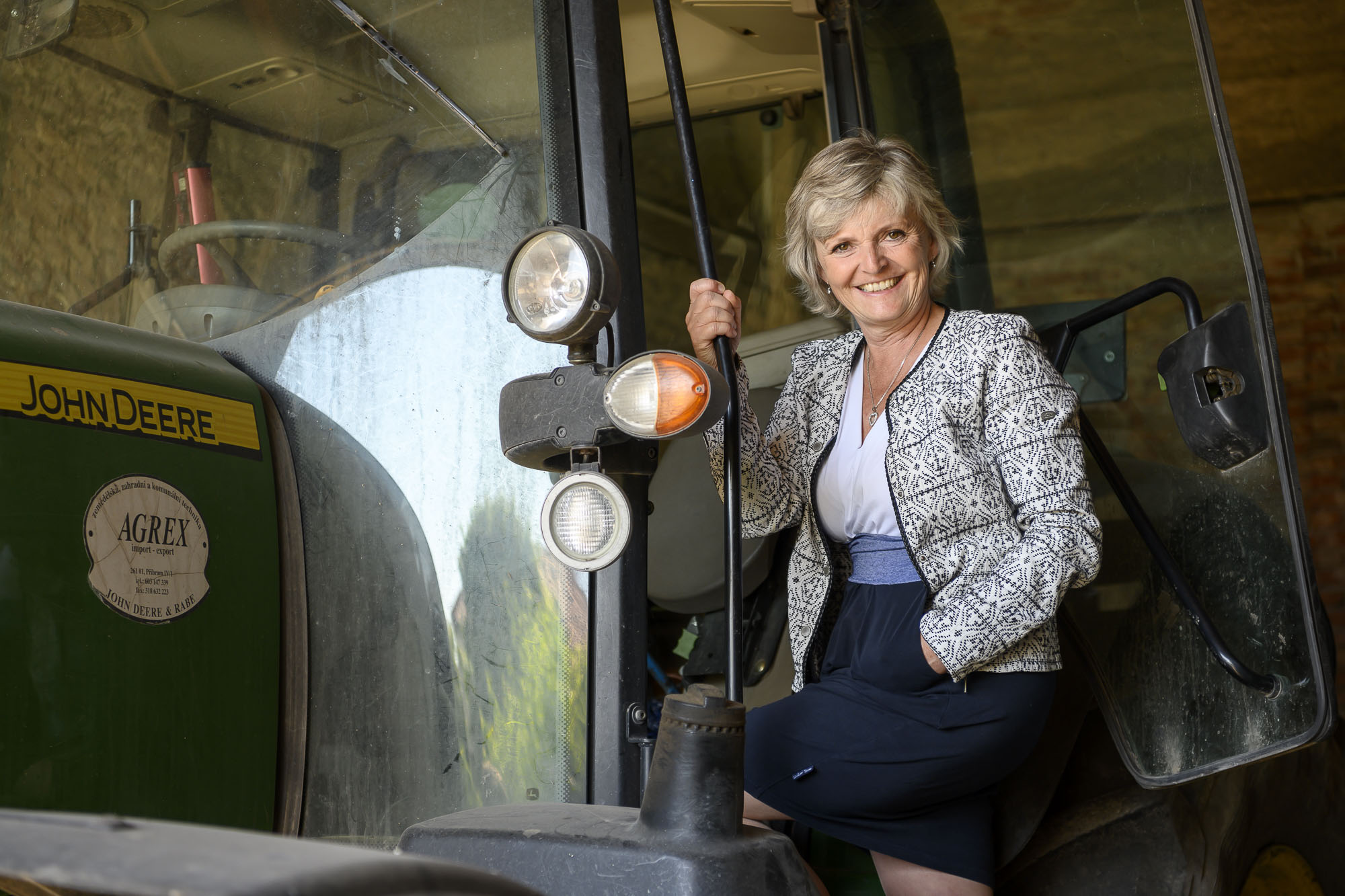
Jarmila Smotlachová

| Volby | Volby               | Senátor             | Volební strana | Navrhující strana | Politická příslušnost | Odkaz  |
| ----- | ------------------- | ------------------- | -------------- | ----------------- | --------------------- | ------ |
|       | 1996                | Jaroslav Horák      | ODS            | ODS               | ODS                   | profil |
| 1998  |                     | Jaroslav Horák      | ODS            | ODS               | ODS                   |        |
| 2004  | Jiří Nedoma         | profil              | ODS            | ODS               | ODS                   |        |
| 2010  | Veronika Vrecionová | profil              | ODS            | ODS               | ODS                   |        |
|       | 2016                | Petr Holeček        | STAN           | STAN              | BEZPP                 | profil |
|       | 2022                | Jarmila Smotlachová | ODS            | ODS               | ODS                   | profil |

## Volby

### Rok 1996
| Kandidát | Kandidát                       | Volební strana | Navrhující strana | Politická příslušnost | Počet hlasů (1. kolo) | %     | Počet hlasů (2. kolo) | %     |
| -------- | ------------------------------ | -------------- | ----------------- | --------------------- | --------------------- | ----- | --------------------- | ----- |
|          | Jaroslav Horák                 | ODS            | ODS               | ODS                   | 15 436                | 44,83 | 17 748                | 55,55 |
|          | Ing. Zdeněk Chalupník          | ČSSD           | ČSSD              | BEZPP                 | 6 673                 | 19,38 | 14 199                | 44,45 |
|          | Ing. Josef Materna             | KSČM           | KSČM              | KSČM                  | 5 440                 | 15,80 | —                     | —     |
|          | doc. Ing. Antonín Baudyš, CSc. | KDU-ČSL        | KDU-ČSL           | KDU-ČSL               | 2 817                 | 8,18  | —                     | —     |
|          | Ing. Eva Kudláčková            | DEU            | DEU               | DEU                   | 1 621                 | 4,71  | —                     | —     |
|          | Miroslav Baloun                | ČP             | ČP                | ČP                    | 1 061                 | 3,08  | —                     | —     |
|          | Daniela Králová                | KAN            | KAN               | KAN                   | 735                   | 2,13  | —                     | —     |
|          | prof. JUDr. Josef Mečl, CSc.   | SDL            | SDL               | SDL                   | 647                   | 1,88  | —                     | —     |

### Rok 1998
| Kandidát | Kandidát                   | Volební strana | Navrhující strana | Politická příslušnost | Počet hlasů (1. kolo) | %     | Počet hlasů (2. kolo) | %     |
| -------- | -------------------------- | -------------- | ----------------- | --------------------- | --------------------- | ----- | --------------------- | ----- |
|          | Jaroslav Horák             | ODS            | ODS               | ODS                   | 11 414                | 31,17 | 10 252                | 53,80 |
|          | Ing. Oldřich Pácha         | ČSSD           | ČSSD              | ČSSD                  | 7 574                 | 20,68 | 8 802                 | 46,20 |
|          | Ing. Josef Materna         | KSČM           | KSČM              | KSČM                  | 7 158                 | 19,55 | —                     | —     |
|          | Ing. Ratibor Majzlík, CSc. | 4KOALICE       | 4KOALICE          | DEU                   | 7 038                 | 19,22 | —                     | —     |
|          | Miroslav Baloun            | ČP             | ČP                | ČP                    | 3 436                 | 9,38  | —                     | —     |

### Rok 2004
| Kandidát | Kandidát               | Volební strana | Navrhující strana | Politická příslušnost | Počet hlasů (1. kolo) | %     | Počet hlasů (2. kolo) | %     |
| -------- | ---------------------- | -------------- | ----------------- | --------------------- | --------------------- | ----- | --------------------- | ----- |
|          | Jiří Nedoma            | ODS            | ODS               | ODS                   | 9 213                 | 32,47 | 9 787                 | 56,27 |
|          | MUDr. Radim Uzel, CSc. | SeVo           | SeVo              | BEZPP                 | 4 299                 | 15,15 | 7 604                 | 43,72 |
|          | Jiřina Fialová         | KSČM           | KSČM              | KSČM                  | 4 240                 | 14,94 | —                     | —     |
|          | Mgr. Stanislav Huml    | NEZ            | NEZ               | BEZPP                 | 3 304                 | 11,64 | —                     | —     |
|          | Ing. Zuzana Baudyšová  | KDU-ČSL        | KDU-ČSL           | BEZPP                 | 3 114                 | 10,97 | —                     | —     |
|          | MVDr. Ctirad Mikeš     | ČSSD           | ČSSD              | ČSSD                  | 3 037                 | 10,70 | —                     | —     |
|          | Jindra Hudcová         | SNK, ED        | SNK               | SNK                   | 1 166                 | 4,10  | —                     | —     |

### Rok 2010
| Kandidát | Kandidát                 | Volební strana | Navrhující strana | Politická příslušnost | Počet hlasů (1. kolo) | %     | Počet hlasů (2. kolo) | %     |
| -------- | ------------------------ | -------------- | ----------------- | --------------------- | --------------------- | ----- | --------------------- | ----- |
|          | Ing. Veronika Vrecionová | ODS            | ODS               | ODS                   | 14 497                | 30,69 | 16 035                | 55,83 |
|          | PaedDr. Milan Němec      | ČSSD           | ČSSD              | ČSSD                  | 12 042                | 25,49 | 12 682                | 44,16 |
|          | Mgr. Nina Nováková       | TOP 09, STAN   | TOP 09            | TOP 09                | 9 800                 | 20,75 | —                     | —     |
|          | Jiřina Fialová           | KSČM           | KSČM              | KSČM                  | 4 985                 | 10,55 | —                     | —     |
|          | Mgr. Petr Hannig         | Suverenita     | Suverenita        | Suverenita            | 3 405                 | 7,21  | —                     | —     |
|          | Libor Holík              | VV             | VV                | BEZPP                 | 2 495                 | 5,28  | —                     | —     |

### Rok 2016
| Kandidát | Kandidát                 | Volební strana           | Navrhující strana        | Politická příslušnost | Počet hlasů (1. kolo) | %     | Počet hlasů (2. kolo) | %     |
| -------- | ------------------------ | ------------------------ | ------------------------ | --------------------- | --------------------- | ----- | --------------------- | ----- |
|          | Petr Holeček             | STAN                     | STAN                     | BEZPP                 | 8 222                 | 23,26 | 10 419                | 63,64 |
|          | Ing. Veronika Vrecionová | ODS                      | ODS                      | ODS                   | 7 538                 | 21,33 | 5 951                 | 36,35 |
|          | MUDr. Igor Karen         | ANO                      | ANO                      | BEZPP                 | 6 290                 | 17,80 | —                     | —     |
|          | Mgr. Stanislav Huml      | ČSSD                     | ČSSD                     | ČSSD                  | 4 348                 | 12,30 | —                     | —     |
|          | Ing. Zdeněk Štefek       | KSČM                     | KSČM                     | KSČM                  | 2 538                 | 7,18  | —                     | —     |
|          | Ing. Martin Mach         | SZ                       | SZ                       | SZ                    | 2 457                 | 6,95  | —                     | —     |
|          | Mgr. Jiří Kobza          | SPD                      | SPD                      | SPD                   | 2 261                 | 6,39  | —                     | —     |
|          | Petr Zavadil             | Svobodní                 | Svobodní                 | Svobodní              | 1 166                 | 3,29  | —                     | —     |
|          | Svatopluk Černý          | DSSS                     | DSSS                     | DSSS                  | 364                   | 1,03  | —                     | —     |
|          | Pavel Matějka            | SPR-RSČ Miroslava Sládka | SPR-RSČ Miroslava Sládka | BEZPP                 | 151                   | 0,42  | —                     | —     |

### Rok 2022
Ve volbách v roce 2022 obhajoval svůj mandát za STAN senátor Petr Holeček. Mezi jeho šest vyzyvatelů patřili manažerka neziskové organizace Andrea Brzobohatá z hnutí ANO, neuvolněný místostarosta Mělníka pro sport a sociální věci Milan Němec ze ZSZME, který kandidoval do Senátu v tomto obvodu již v roce 2010, energetik a nestraník za PRO 2022 Ivan Noveský, lékařka Karen Pumrová ze strany Manifest.cz, starostka Hlavence Jarmila Smotlachová z ODS a publicista Zdeněk Šarapatka, který kandidoval jako nestraník za TOP 09.
První kolo vyhrála s 25,02 % hlasů Jarmila Smotlachová, do druhého kola s ní postoupila Andrea Brzobohatá, která obdržela 24,07 % hlasů. Senátor Petr Holeček získal 19,17 % hlasů a skončil na 3. místě. Druhé kolo vyhrála s 65,22 % hlasů Jarmila Smotlachová.
| Kandidát | Kandidát                        | Volební strana | Navrhující strana | Politická příslušnost | Počet hlasů (1. kolo) | %     | Počet hlasů (2. kolo) | %     |
| -------- | ------------------------------- | -------------- | ----------------- | --------------------- | --------------------- | ----- | --------------------- | ----- |
|          | Ing. Jarmila Smotlachová        | ODS            | ODS               | ODS                   | 11 603                | 25,02 | 14 929                | 65,22 |
|          | Andrea Brzobohatá, MBA          | ANO            | ANO               | ANO                   | 11 163                | 24,07 | 7 961                 | 34,77 |
|          | Petr Holeček                    | STAN           | STAN              | BEZPP                 | 8 893                 | 19,17 | —                     | —     |
|          | PaedDr. Zdeněk Šarapatka, Ph.D. | TOP 09         | TOP 09            | BEZPP                 | 5 076                 | 10,94 | —                     | —     |
|          | Ing. Bc. Ivan Noveský           | PRO 2022       | PRO 2022          | BEZPP                 | 4 576                 | 9,86  | —                     | —     |
|          | PaedDr. Milan Němec, MBA        | ZSZME          | ZSZME             | ZSZME                 | 2 768                 | 5,96  | —                     | —     |
|          | MUDr. Karen Pumrová             | Manifest.cz    | Manifest.cz       | Manifest.cz           | 2 290                 | 4,93  | —                     | —     |

## Volební účast
|  | nejvyšší volební účast |  | nejnižší volební účast |

| Rok  | % (1. kolo) | % (2. kolo) |
| ---- | ----------- | ----------- |
| 1996 | 34,18       | 30,98       |
| 1998 | 43,29       | 18,39       |
| 2004 | 27,96       | 15,74       |
| 2010 | 43,73       | 24,43       |
| 2016 | 32,34       | 14,34       |
| 2022 | 41,29       | 19,30       |